# Привілля (Кам'янський район)
Приві́лля — село в Україні, у Божедарівській селищній громаді Кам'янського району Дніпропетровської області.
Населення — 28 мешканців.

## Географія
Село Привілля розташоване за 1,5 км від селища Божедарівка та 0,5 км від села Зоря. Поруч пролягає автошлях міжнародного значення М04E50.

## Історія
Єврейська землеробська колонія Фрайлебен була включена в межі села Привілля.

## Населення

### Мова
Розподіл населення за рідною мовою за даними перепису 2001 року:
| Мова       | Кількість | Відсоток |
| ---------- | --------- | -------- |
| українська | 24        | 85,71 %  |
| російська  | 4         | 14,29 %  |
| Всього:    | 28        | 100%     |